# Erich Wolfgang Bick

Generaloberstabsarzt Bick (2007)

Erich Wolfgang Bick (* 19. August 1946 in Gummersbach, Ortsteil Obergelpe) ist ein deutscher Arzt und Sanitätsoffizier (Generaloberstabsarzt a. D.). Er war zuletzt von 2001 bis 2007 erster Befehlshaber des Sanitätsführungskommandos in Koblenz.

## Leben
Bick trat 1966 nach dem Abitur in die Bundeswehr ein. Nach der Offiziersausbildung bei der Heeresflugabwehrtruppe absolvierte er ab 1969 das Studium der Humanmedizin an der Johann Wolfgang Goethe-Universität Frankfurt am Main, zunächst als Studienbeihilfeempfänger und schließlich als Sanitätsoffizieranwärter. Nach dem Staatsexamen war er Medizinalassistent an verschiedenen zivilen Krankenhäusern und wurde 1975 an der Universität Frankfurt mit einer Dissertation zum Thema Der Erythrozytenwassergehalt bei Alkoholisierten. Experimentelle Untersuchungen zur Frage nach dynamischen Blutwasserveränderungen von Frischblutproben bei nichtalkoholisierten und alkoholisierten Versuchspersonen zum Dr. med. promoviert.
Es folgte 1976 eine Verwendung als Truppenarzt beim III. Korps in Koblenz und ab 1977 als Brigadearzt der Panzerbrigade 20 in Hemer. Er erwarb 1980 die Zusatzbezeichnung Betriebsmedizin und absolvierte bis 1982 die Facharztausbildung zum Arzt für Allgemeinmedizin. Von 1982 bis 1985 war er Referent im Referat InSan I 4 (Arbeitsmedizin) im Bundesministerium der Verteidigung (BMVg) und erhielt 1985 die Gebietsbezeichnung Arbeitsmedizin. Es folgten Verwendungen als Divisionsarzt der 3. Panzerdivision in Buxtehude bis 1986 und als Dozent Sanitäts- und Gesundheitswesen an der Führungsakademie der Bundeswehr in Hamburg, bevor er 1989 erneut als Referatsleiter InSan I 1 (Wehrmedizin) ins BMVg zurückgeholt wurde. 1997 wurde er Unterabteilungsleiter InSan I (Gesundheitswesen). Von 2000 bis 2001 war er Amtschef des Sanitätsamtes der Bundeswehr, das sich zu dieser Zeit noch in Bonn befand. 2001 erfolgte die Ernennung zum ersten Befehlshaber des Sanitätsführungskommandos. Nach 6 1/2 Jahren in dieser Verwendung schied Generaloberstabsarzt Bick zum Jahresende 2007 aus dem aktiven Dienst aus. Er wurde am 18. Dezember 2007 in Koblenz durch den Bundesminister der Verteidigung mit einem Großen Zapfenstreich verabschiedet.